# Мартин Крнач
Мартин Крнач (слч. Martin Krnáč, Братислава, 30. јануара 1985) словачки је фудбалски голман, који тренутно наступа за Злате Моравце.

## Трофеји и награде
Жилина
- Суперлига Словачке (2): 2009/10, 2011/12.
- Куп Словачке: 2011/12.
- Суперкуп Словачке: 2014.

 Слован Братислава
- Куп Словачке: 2016/17.